# El Prat (la Vall de Bianya)
el Prat és una masia al veïnat de Castellar de la Muntanya al terme de la Vall de Bianya (la Garrotxa) inclosa a l'Inventari del Patrimoni Arquitectònic de Catalunya.
Un dels primers descendents que varen iniciar obres de reforma de l'antiga casa va ser Eusebi Burch (1884) que va procedir a l'ampliació pel costat nord. Posteriorment es va encarregar a l'arquitecte Cordomí la realització d'un projecte de reforma, de característiques neogòtiques, que no va portar a terme en la seva totalitat, ja que els propietaris només van tenir en compte la part corresponent a la capella particular. L'any 1965-1967 es va procedir a la seva restauració i s'hi col·locaren en els finestrals, vidrieres amb imatges del santoral vinculades amb el món animal, farmacèutic i veterinari.
Amb anterioritat als projectes de remodelació que a principis de segle va fer Rafael Masó, un altre arquitecte ja havia treballat per la família Burch, Simón Cordomí, que projectà la capella familiar vers el 1890. Amb les obres de remodelació de la casa pairal que va portar a terme Francesc Vayreda i Bofill es va procedir a la restauració de la capella, deixant-la en l'estat actual.